# Ján Novota
Ján Novota (ur. 29 listopada 1983 w Matúškovie) – piłkarz słowacki grający na pozycji bramkarza.

## Kariera klubowa
Swoją karierę piłkarską Novota rozpoczął w klubie OFC Matúškovo. Następnie trenował w Slovanie Galanta. W latach 2002–2005 był zawodnikiem VTJ Štúrovo. W 2005 roku wrócił do FC Senec i w sezonie 2005/2006 awansował z nim z drugiej do pierwszej ligi. W Senecu grał do końca sezonu 2007/2008.
W 2008 roku Novota przeszedł do DAC Dunajská Streda. 19 lipca 2008 zadebiutował w DAC w przegranym 1:2 wyjazdowym meczu z FC Nitra. W 2010 roku odszedł do Panserraikosu, ale nie rozegrał w nim żadnego meczu. W 2011 roku wrócił do DAC.
Latem 2011 roku Novota został piłkarzem Rapidu Wiedeń. 10 września 2011 zadebiutował w Rapidzie w zremisowanym 1:1 domowym spotkaniu z Mattersburgiem. W sezonach 2011/2012 i 2013/2014 wywalczył z Rapidem dwa wicemistrzostwa Austrii. W 2017 odszedł do Debreceni VSC i jeszcze w tym samym roku zakończył karierę.
| Sezon   | Klub                | Kraj     | Rozgrywki          | Mecze | Bramki |
| ------- | ------------------- | -------- | ------------------ | ----- | ------ |
| 2005/06 | FC Senec            | Słowacja | II liga            | ?     | 0      |
| 2006/07 | FC Senec            | Słowacja | Corgoň Liga        | 10    | 0      |
| 2007/08 | FC Senec            | Słowacja | Corgoň Liga        | 18    | 0      |
| 2008/09 | DAC Dunajská Streda | Słowacja | Corgoň Liga        | 24    | 0      |
| 2009/10 | DAC Dunajská Streda | Słowacja | Corgoň Liga        | 28    | 0      |
| 2010/11 | Panserraikos        | Grecja   | Superleague Ellada | 0     | 0      |
| 2010/11 | DAC Dunajská Streda | Słowacja | Corgoň Liga        | 15    | 0      |
| 2011/12 | Rapid Wiedeń        | Austria  | Bundesliga         | 6     | 0      |
| 2012/13 | Rapid Wiedeń        | Austria  | Bundesliga         | 10    | 0      |
| 2013/14 | Rapid Wiedeń        | Austria  | Bundesliga         | 34    | 0      |
| 2014/15 | Rapid Wiedeń        | Austria  | Bundesliga         | 29    | 0      |
| 2015/16 | Rapid Wiedeń        | Austria  | Bundesliga         | 12    | 0      |
| 2016/17 | Rapid Wiedeń        | Austria  | Bundesliga         | 4     | 0      |
| 2017/18 | Debreceni VSC       | Węgry    | NB I               | 1     | 0      |

## Kariera reprezentacyjna
W reprezentacji Słowacji Novota zadebiutował 23 maja 2014 w wygranym 2:0 towarzyskim meczu z Czarnogórą, rozegranym w Senecu. W 46. minucie tego meczu zmienił Martina Dúbravkę. W kadrze Słowacji rozegrał cztery mecze. Był powołany do kadry na Euro 2016.